# When I'm Alone I Cry
When I'm Alone I Cry è il terzo album in studio del cantante statunitense Marvin Gaye, pubblicato nel 1964.

## Tracce
Side 1
1. You've Changed – 3:33
2. I Was Telling Her About You – 4:48
3. I Wonder) – 3:46
4. I'll Be Around – 4:09
5. Because of You – 3:34

Side 2
1. I Don't Know Why (I Just Do) – 2:46
2. I've Grown Accustomed to Her Face – 3:32
3. When Your Lover Has Gone – 4:40
4. When I'm Alone I Cry – 2:47
5. If My Heart Could Sing – 3:20